# Pfarrkirche St. Georgen am Steinfelde

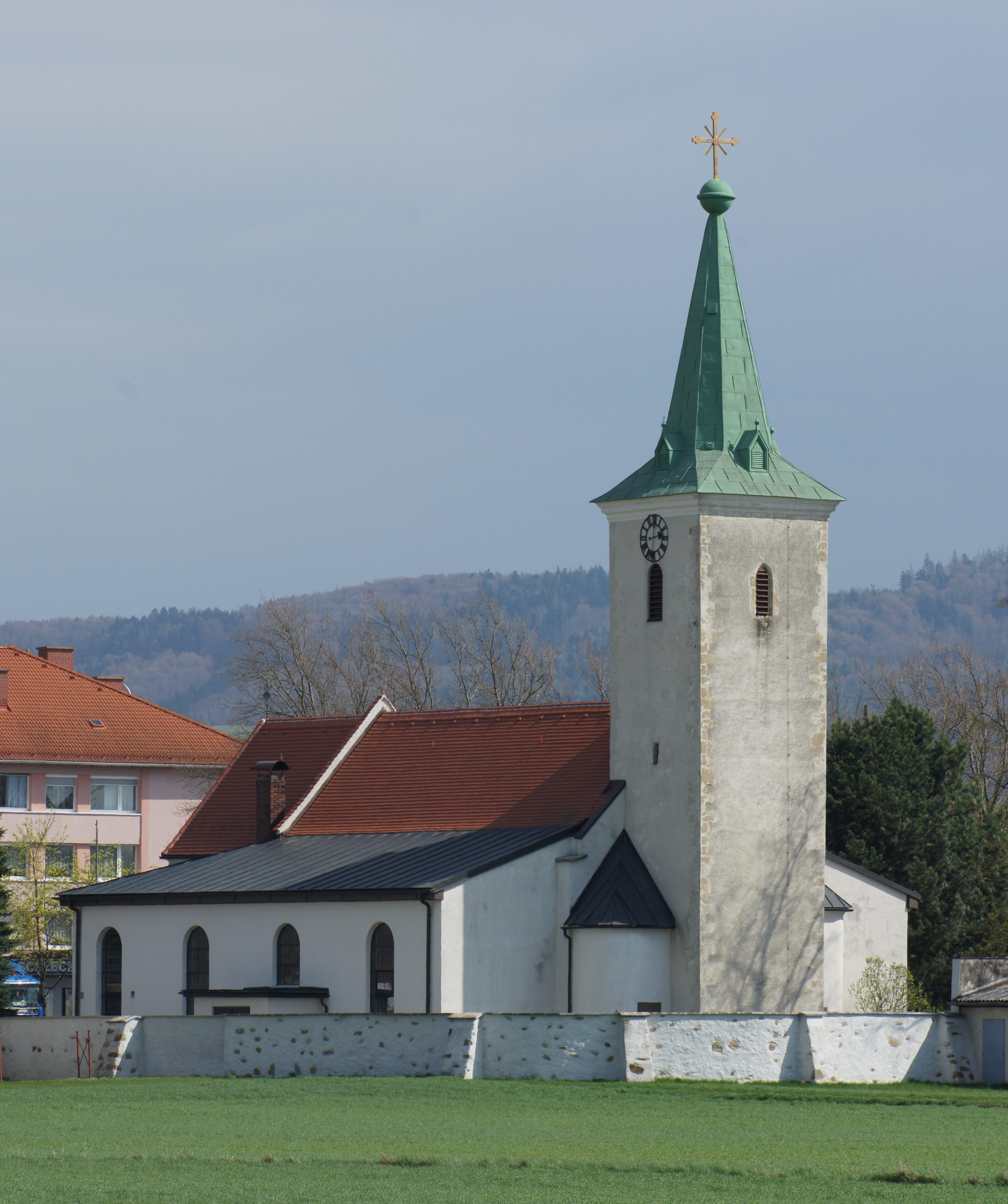
Kath. Pfarrkirche St. Georgen am Steinfelde in St. Pölten

Die römisch-katholische Pfarrkirche St. Georgen am Steinfelde steht im Stadtteil St. Georgen am Steinfelde in der Stadtgemeinde St. Pölten in Niederösterreich. Die dem heiligen Georg geweihte Kirche gehört zum Dekanat St. Pölten in der Diözese St. Pölten. Das Kirchengebäude steht unter Denkmalschutz.

## Geschichte
Urkundlich wurde 1248 eine Kirche genannt. Die Kirche war im 14. Jahrhundert eine Vikariatskirche. Im Türkenkrieg (1683) wurde die Kirche teils zerstört. Die Kirche wurde 1749 wohl mit Josef Wissgrill umgebaut. 1784 wurde die Kirche zur Pfarrkirche erhoben. 1899 war eine Renovierung. 1934 wurden am Langhaus Seitenschiffe angebaut. 1969/1970 war eine Innenrestaurierung.

## Architektur
Die Kirche am westlichen Ortsrand ist nördlich und westlich von einer ehemaligen Friedhofsmauer umgeben.
Kirchenäußeres
Das hohe Mittelschiff hat nord- und südseitig vierachsige Seitenschiffe mit Rundbogenfenstern und beidseitig auch kleine Portalvorbauten. Der einjochige Chor mit einem Fünfachtelschluss und Strebepfeilern hat drei ursprünglich zweibahnige Spitzbogenfenster mit Maßwerk. Der vorgestellte Westturm – im Kern wohl aus dem 14. Jahrhundert – hat ein barockes Obergeschoß mit Rundbogenschallfenstern und trägt ein Zeltdach aus dem 19. Jahrhundert.

## Ausstattung
Die Orgel bauten die Gebrüder Rieger aus Jägerndorf (1894).